# Euplectrus migneti
Euplectrus migneti är en stekelart som beskrevs av Girault 1936. Euplectrus migneti ingår i släktet Euplectrus och familjen finglanssteklar. Inga underarter finns listade i Catalogue of Life.